# تالا مدني
تالا مدني (بالفارسية: طلا مدنی) هي رسامة رسوم متحركة ورسامة وفنانة إيرانية، ولدت في 1981 في طهران في إيران.

## وصلات خارجية
- تالا مدني على موقع IMDb (الإنجليزية)